# 史都蒙
史 都蒙（し ともう、生没年不詳）は、渤海国の人物。第9次渤海使の大使。

## 記録
『続日本紀』によると、史都蒙は宝亀7年（777年）12月に第9次渤海使の大使として187名からなる使節として、光仁天皇の即位の祝賀と、国王大欽茂の妃の喪の通知を告げるべく、日本に派遣された。しかし、上陸直前に暴風に遭い、120名もの溺死者を出し、46名の生存者しか残らなかったという。この時の溺死者のうち、30人は越前国の江沼郡と加賀郡に漂着し、2年後の4月30日に越前国に埋葬されている。そのため、越前国加賀郡に丁重に収容され、衣食などを供給されている。
このことを理由として、翌年1月の朝廷らの使者による、前回の渤海大使烏須弗に今後渤海からの使節は（高句麗時代の古例により）大宰府に向かうようにとする約束をなぜ違えたとする問責に、自分たちは対馬の竹室を目指したが、風のため、こちらに着いてしまった、処罰は甘んじて受けると回答している。
同年2月、朝廷は史都蒙ら30人を召して入朝させた。史都蒙は160人の一行の中から多数の犠牲者を出した中で、幸運にも天皇に拝謁できたことを喜んだが、同時に苦楽をともにしたほかの16人の仲間の入朝をも訴え、これを許されている。
4月、史都蒙らは入京し、太政官は使いを派遣して、史都蒙らを慰問させた。史都蒙らは方物を貢上し、渤海の国王は高句麗時代の遠い世より堪えることなく日本の朝廷に仕えてきたこと、前々回の大使である壱万福が帰国時に、日本に新たな聖なる天皇が即位したことを伝えてきたので、自分たちを遣わした旨を奏上した。天皇はこれを歓び、渤海国の末長い発展を願ったとされる。史都蒙は正三位を授けられ、国王は禄を受け、使節の他のものも位階を受け、物を賜ったという。
その後、天皇は重閣門にて騎射を観戦し、史都蒙らも召して射場で会した。5位以上の官人に飾馬や走り馬を進上させ、田舞を舞わせた。渤海使たちも自国の音楽を演奏し、大使以下に地位に応じて彩色の絹を与えた。
また、日本に辿り着く前に遭難死した判官の高淑源と少録事一名に、それぞれ正五位上、従五位下を贈位し、喪葬令の規定通りに香典を与えた。
5月末、史都蒙らは帰国の途に着いた。朝廷は大学少允で正六位上の高麗殿継を送使に任じたという。天皇は史都蒙の苦労を労い、新たに船を建造し、絹50疋・絁50疋・糸200絢・綿300屯を授与している。また史都蒙の請求により、黄金小100両・水銀大100両・金漆1罐・海石榴（椿）油1罐・水晶の念珠4貫・檳榔（びんろう）の扇10枚を追加した。また、国王の妃の喪をいたむ内容の国書を与え、絹20疋・絁20疋・綿200屯を贈与した。
しかし、この時の船は航路を見失い、遠い夷の異境に漂着し、船は破損し、殿継らは帰国する手段を失ってしまった。そのため、渤海側で新たに船2艘を建造し、第10次の渤海使を派遣して、帰国させている。
『続日本紀』に記されている事項は以上であるが、『日本文徳天皇実録』の嘉祥3年（850年）5月壬午の橘嘉智子伝には、嘉智子の父の橘清友の人相を見て、子孫は栄えるが、清友は32の年が厄年で、これを過ぎれば恙なしという予言をしている。